# Diocesi di Antifello
La diocesi di Antifello (in latino: Dioecesis Antiphellitana) è una sede soppressa del patriarcato di Costantinopoli e una sede titolare della Chiesa cattolica.

## Storia
Antifello, oggi Kaş in Turchia, è un'antica sede episcopale della provincia romana di Licia nella diocesi civile di Asia. Faceva parte del patriarcato di Costantinopoli ed era suffraganea dell'arcidiocesi di Mira.
La diocesi è documentata nelle Notitiae Episcopatuum del patriarcato di Costantinopoli fino al X secolo. Tuttavia è noto un solo vescovo, Teodoro, che partecipò al concilio di Calcedonia nel 451 e sottoscrisse nel 458 la lettera dei vescovi della Licia all'imperatore Leone I dopo l'uccisione del patriarca alessandrino Proterio; in questa occasione la lettera fu firmata dal presbitero Eustazio, perché il vescovo Teodoro aveva problemi alle mani (manibus dolente, Le Quien).
Dal XVIII secolo Antifello è annoverata tra le sedi vescovili titolari della Chiesa cattolica; la sede è vacante dal 28 agosto 1967. Il suo ultimo titolare è stato il lazzarista Jean-Marie Aubin, vicario apostolico delle Isole Salomone Meridionali, oggi arcidiocesi di Honiara.

## Cronotassi

### Vescovi greci
- Teodoro † (prima del 451 - dopo il 458)

### Vescovi titolari
- Andrew Donnellan † (20 dicembre 1776 - 7 maggio 1778 succeduto vescovo di Clonfert)
- Antonio (Pietro d'Alcántara di San Antonio) Ramazzini, O.C.D. † (3 giugno 1794 - 9 ottobre 1840 deceduto)
- José Higinio de Madalengoitia y Sanz de Zárate † (27 aprile 1840 - 19 gennaio 1846 nominato vescovo di Trujillo)
- Jean-Georges Collomb, S.M. † (13 febbraio 1846 - 16 luglio 1848 deceduto)
- François-Xavier Danicourt, C.M. † (14 gennaio 1851 - 2 febbraio 1860 deceduto)
- Paškal Vujičić (Vujcic), O.F.M.Obs. † (7 settembre 1860 - 17 marzo 1888 deceduto)
  - Joseph Hoare † (3 agosto 1888 - ? dimesso) (vescovo eletto)
- Joseph Higgins † (11 settembre 1888 - 4 maggio 1899 nominato vescovo di Rockhampton)
- John Joseph Collins, S.I. † (12 giugno 1907 - 30 novembre 1934 deceduto)
- Jean-Marie Aubin, S.M. † (8 aprile 1935 - 28 agosto 1967 deceduto)